# Liu Xia
Liu Xia (n. 6 ianuarie 1979, Qingdao, Republica Populară Chineză) este o sportivă ce a reprezentat Republica Populară Chineză, medaliată olimpică. A participat la o ediție a Jocurilor Olimpice (2004) în care a câștigat o medalie de argint.

## Participări
Lista de mai jos prezintă principalele competiții la care a participat Liu Xia de-a lungul carierei.
- judo at the 2004 Summer Olympics – women's 78 kg[*]